# Modrava
Modrava (Duits: Mader) is een Tsjechische gemeente in de regio Pilsen, en maakt deel uit van het district Klatovy.
Modrava telt 62 inwoners (2006).
Modrava ligt direct aan de grens met Duitsland en werd in 1757 gesticht. In de 18e eeuw was hier glasindustrie gevestigd. Het dorp was Duitstalig en had 2000 inwoners. Na de Tweede Wereldoorlog vluchtte de bevolking al voor de verdrijving door Tsjechoslowakije het dorp bereikte. Tegenwoordig leven slechts 62 inwoners in Modrava. Zij leven hoofdzakelijk van het toerisme.
Modrava heeft gemiddeld het hoogste inkomen per hoofd van de bevolking in Tsjechië. Dit komt omrdat de twee rijkste Tsjechen tegenwoordig hun woonadres hebben in Modrava. Modrava heeft bovendien een gratis internet hotspot die het hele dorp aanstraalt. Ook deze hotspot is eigendom van de genoemde twee rijke Tsjechen en staat het dorp en de toeristen ter beschikking.
Běhařov ·
Běšiny ·
Bezděkov ·
Biřkov ·
Bolešiny ·
Břežany ·
Budětice ·
Bukovník ·
Čachrov ·
Černíkov ·
Červené Poříčí ·
Číhaň ·
Čímice ·
Dešenice ·
Dlažov ·
Dlouhá Ves ·
Dobršín ·
Dolany ·
Domoraz ·
Dražovice ·
Frymburk ·
Hamry ·
Hartmanice ·
Hejná ·
Hlavňovice ·
Hnačov ·
Horažďovice ·
Horská Kvilda ·
Hrádek ·
Hradešice ·
Chanovice ·
Chlistov ·
Chudenice ·
Chudenín ·
Janovice nad Úhlavou ·
Javor ·
Ježovy ·
Kašperské Hory ·
Kejnice ·
Klatovy ·
Klenová ·
Kolinec ·
Kovčín ·
Křenice ·
Kvášňovice ·
Lomec ·
Malý Bor ·
Maňovice ·
Měčín ·
Mezihoří ·
Mlýnské Struhadlo ·
Modrava ·
Mochtín ·
Mokrosuky ·
Myslív ·
Myslovice ·
Nalžovské Hory ·
Nehodiv ·
Nezamyslice ·
Nezdice na Šumavě ·
Nýrsko ·
Obytce ·
Olšany ·
Ostřetice ·
Pačejov ·
Petrovice u Sušice ·
Plánice ·
Podmokly ·
Poleň ·
Prášily ·
Předslav ·
Rabí ·
Rejštejn ·
Slatina ·
Soběšice ·
Srní ·
Strašín ·
Strážov ·
Sušice ·
Svéradice ·
Švihov ·
Tužice ·
Týnec ·
Újezd u Plánice ·
Velhartice ·
Velké Hydčice ·
Velký Bor ·
Vrhaveč ·
Vřeskovice ·
Zavlekov ·
Zborovy ·
Železná Ruda ·
Žihobce ·
Žichovice